# لیو هایشیا
لیو هایشیا (انگلیسی: Liu Haixia؛ زادهٔ ۲۳ اکتبر ۱۹۸۰) وزنه‌بردار اهل چین بود.
وی در مسابقات کشوری و بین‌المللی در مجموع برندهٔ ۱ مدال طلا، ۱ مدال نقره شده‌است.